# Z23 (駆逐艦)
Z23はドイツ海軍の1936A型駆逐艦。

## 艦歴
就役後、1941年3月から6月にかけて、バルト海とノルウェー南部において戦艦ビスマルクと重巡洋艦アドミラルヒッパー、アドミラルシェーアを護衛した。
その後Z23はZ24と共にフランスのブレストに配備され、7月20 - 24日にビスケー湾にて戦艦シャルンホルストや仮装巡洋艦オリオンを護衛した。
11月末、Z23とZ24はノルウェー北部のトロムソに到着し、第8駆逐艦隊に配属された。1941年12月16日、Z23は、Z24、Z25、Z27と共にバレンツ海に出撃し、コラ半島沖にて哨戒に従事した。
1月20日、Z23は濃霧の中でZ24に衝突し、Z23は修理のためにトロンハイムに向かい、Z24はヴェーザーミュンデに戻った。 
その後はノルウェーの北海域にて機雷敷設艦や戦艦の護衛を行ったが、エンジンの問題によりバレンツ海海戦には参加出来なかった。

### ビスケー湾の戦い
1943年12月27日、Z23を含む4隻の駆逐艦と魚雷艇6隻は封鎖突破船アルスターウーファーを護衛するためにビスケー湾に出撃した。しかし、連合国は封鎖突破船の動きを事前に察知し、駆逐艦隊と合流する前にアルスターウーファーを撃沈した。
駆逐艦隊はアルスターウーファーの沈没に気づかず合流海域まで航行したところ、翌28日にアメリカの索敵機に捕捉され、イギリスの軽巡洋艦グラスゴーとエンタープライズが迎撃に向かった。この時、天候は著しく悪化しており、ドイツの駆逐艦隊は港に帰投すべく航路を南に変更していた。荒れた波の飛沫により視界は大幅に低下し、砲撃や魚雷の照準精度は低下していた。しかし、グラスゴーはレーダーを使用して、13：46に19,600メートル（21,400ヤード）離れたドイツの駆逐艦Z23とZ27に砲撃し、数分後にエンタープライズが砲撃に加わった。Z23は距離が17,000メートル（19,000ヤード）まで近づくと6発の魚雷を発射したが、すべて命中しなかった。
14時18分、艦隊を指揮するハンス・エルトメンガー大佐は部隊を分割することを決定し、Z23、Z27、及び3隻の魚雷艇に北へ進路を転じるよう命じた。Z23は、5分後に更に魚雷を発射したが、これもすべて命中しなかった。イギリス巡洋艦は北へ向かった艦隊を追跡し、Z27は前方ボイラー室に砲撃を受け、航行能力が大きく低下した。グラスゴーとエンタープライズは、14時39分に再び南に転進し、3隻の魚雷艇に火を集中させ、2隻の魚雷艇を撃沈した。Z23は漂流中のZ27を曳航しようとしたが、エンタープライズが現れたため後退、Z27は撃沈された。

### Z37との衝突
1944年1月30日、ビスケー湾の南でZ23、Z32、Z37が演習を行っていた際、Z23とZ37が衝突、Z37は魚雷弾頭の誘爆により大きな損害を受ける。Z37はボルドーに曳航されるが、修復せずに自沈処置となった。

### 戦没
1944年8月12日、Z23は14機のアブロ ランカスター爆撃機の攻撃を受け、1発の爆弾が前方のボイラー室を貫通して爆発した。Z23は沈没は免れたが損傷が著しく、8月20日に自沈した。
フランス海軍は1945年にZ23を引き揚げ、2年後にシェルブールに曳航して予備船として使用したが、
1951年10月7日に解体・廃棄された。 